# Ломовка (селище, Арзамаський район)
Ломовка (рос. Ломовка) — селище в Арзамаському районі Нижньогородської області Російської Федерації.
Населення становить 1466 осіб. Входить до складу муніципального утворення Ломовська сільрада.

## Історія
Від 2009 року входить до складу муніципального утворення Ломовська сільрада.

## Населення
| 1999 | 2002  | 2010  |
| ---- | ----- | ----- |
| 1502 | ↘1364 | ↗1466 |